# ハリソン郡 (インディアナ州)
ハリソン郡（Harrison County）は、アメリカ合衆国インディアナ州にある郡。人口は3万9654人（2020年）。郡庁所在地はコリードンである。

## 地理
アメリカ合衆国統計局によると、この郡は1,261 km2 (487 mi2) である。このうち1,257 km2 (485 mi2) が陸地で4 km2 (2 mi2) が水地域である。総面積の0.34%が水地域となっている。

### 隣接する郡
- ワシントン郡  (北)
- フロイド郡  (東)
- ジェファーソン郡 (ケンタッキー州)  (南東)
- ハーディン郡 (ケンタッキー州)  (南)
- ミード郡 (ケンタッキー州) (南西)
- クロウフォード郡 (西)

## 人口動静
2000年の国勢調査で、この郡は人口34,325人、12,917世帯、及び9,713家族が暮らしている。人口密度は27/km2 (71/mi2) である。11/km2 (28/mi2) の平均的な密度に13,699軒の住居が建っている。この郡の人種的構成は白人98.38%、アフリカン・アメリカン0.37%、先住民0.28%、アジア0.21%、太平洋諸島系0.01%、その他の人種0.18%、及び混血0.57%である。人口の0.96%がヒスパニックまたはラテン系である。
この郡内の住民は25.90%が18歳未満の未成年、18歳以上24歳以下が8.70%、25歳以上44歳以下が30.20%、45歳以上64歳以下が23.70%、及び65歳以上が11.40%にわたっている。中央値年齢は37歳である。女性100人ごとに対して男性は99.30人である。18歳以上の女性100人ごとに対して男性は97.20人である。
この郡の世帯ごとの平均的な収入は43,423米ドルであり、家族ごとの平均的な収入は48,542米ドルである。男性は33,735米ドルに対して女性は24,897米ドルの平均的な収入がある。この郡の一人当たりの収入 (per capita income) は19,643米ドルである。人口の6.40%及び家族の4.90%は貧困線以下である。全人口のうち18歳未満の7.30%及び65歳以上の9.80%は貧困線以下の生活を送っている。

## 都市及び町
- コリードン
- Crandall
- エリザベス
- Laconia
- レーンズビル
- Mauckport
- ニューアムステルダム
- ニューミドルタウン
- Palmyra